# Thestius feminalis
Thestius feminalis är en fjärilsart som beskrevs av Max Wilhelm Karl Draudt 1920. Thestius feminalis ingår i släktet Thestius och familjen juvelvingar. Inga underarter finns listade i Catalogue of Life.